# Romagny-sous-Rougemont
Romagny-sous-Rougemont é uma comuna francesa na região administrativa de Borgonha-Franco-Condado, no departamento do Território de Belfort. Estende-se por uma área de 2.47 km². Em 2010 a comuna tinha 226 habitantes (densidade: 91,5 hab./km²).